# Península de Sõrve

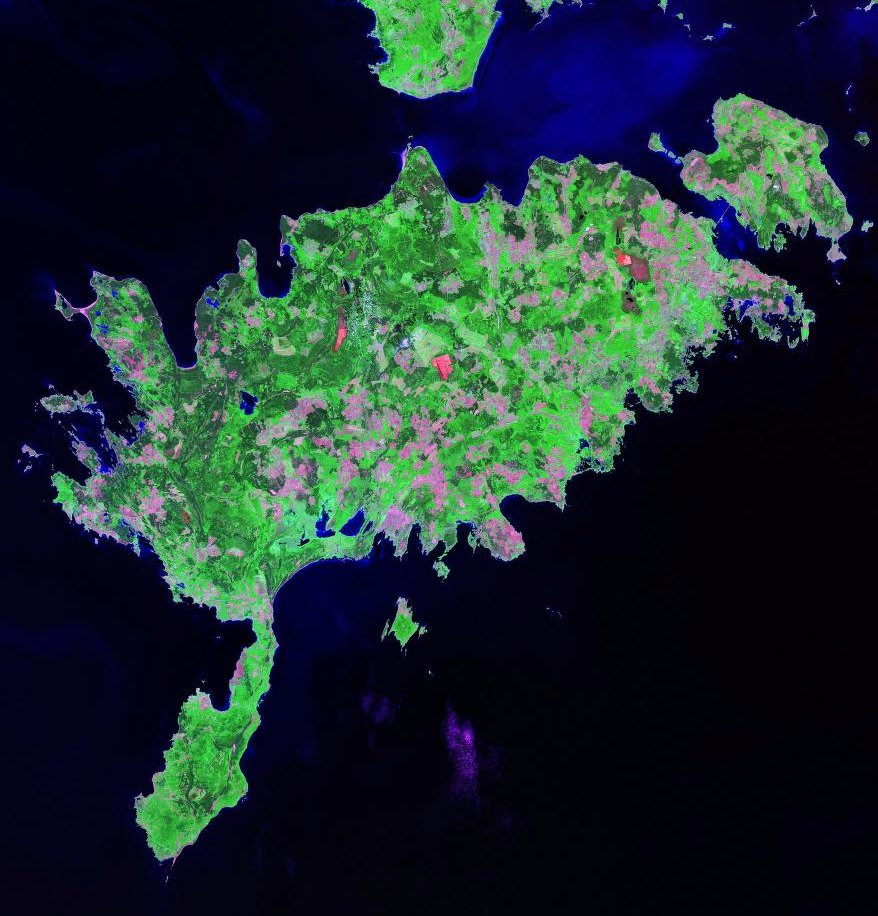
Imagem de satélite de Saaremaa, com a península de Sõrve em baixo.

A península de Sõrve (em estoniano:  Sõrve poolsaar) é uma península do sul da ilha de Saaremaa, na Estónia. Tem 32 km de comprimento, e largura máxima de 10 km, e forma um cabo de frigideira. A sul fica o estreito de Irbe, a principal entrada do golfo de Riga com o mar Báltico.
A península de Sõrve é conhecida pelas atracções naturais: há muitas espécies de aves, flores e insectos. 
Na zona da península foram colocadas muitas minas terrestres durante a Segunda Guerra Mundial, algumas das quais ainda por detectar, pelo que as zonas mais densamente florestadas são perigosas para passeio.